# ピーター・オスグッド
ピーター・オスグッド（Peter Osgood、1947年2月20日 - 2006年3月1日）は、イングランド、ウィンザー出身の元サッカー選手。現役時代のポジションはフォワード。

## 経歴
1964年にチェルシーFCでデビュー。FAカップやフットボールリーグカップなどのタイトルを手にした後、10年間プレーした同クラブを離れ、サウサンプトンFCへと移籍した。その後、ノリッジ・シティFCへのレンタル移籍を経てNASLのフィラデルフィア・フューリーへと移る。そして、再びチェルシーFCへと戻り引退した。
イングランド代表としては4試合に出場し、1970 FIFAワールドカップにも招集された。

## 主なタイトル
チェルシーFC
- FAカップ優勝 1970
- UEFAカップウィナーズカップ優勝 1970-71

サウサンプトンFC
- FAカップ優勝 1976